# Archidiecezja Bangkoku
Archidiecezja Bangkoku (łac. Archidioecesis Bangkokensis) – rzymskokatolicka archidiecezja ze stolicą w Bangkoku w Tajlandii, wchodząca w skład metropolii Bangkok. Siedziba biskupa znajduje się w katedrze Wniebowzięcia Najświętszej Maryi Panny w Bangkoku.

## Historia
Archidiecezja Bangkoku powstała w 1662 jako wikariat apostolski Syjamu. W dniu 10 września 1841 roku zmieniono nazwę na wikariat apostolski Wschodniego Syjamu. Kolejna zmiana nastąpiła w dniu 3 grudnia 1924, gdy powstał wikariat apostolski Bangkoku. Ostatecznie został on podniesiony w dniu 18 grudnia 1965 do rangi archidiecezji.

## Biskupi
- arcybiskup metropolita: Francis Xavier Vira Arpondratana (od 2025)
- arcybiskup senior: kard. Michael Michai Kitbunchu od 2009
- arcybiskup senior: Francis Xavier Kriengsak Kovithavanij od 2024

## Podział administracyjny
W skład archidiecezji Bangkoku wchodzi 57 parafii.

## Główne świątynie
- Katedra: Katedra Wniebowzięcia Najświętszej Maryi Panny w Bangkoku